# Герб Мангуша
Герб Мангуша — офіційний символ селища Мангуш, затверджений 7 серпня 1996 року сесією селищної ради. Автор — Олег Киричок.

## Опис
Французький щит перетятий синім і чорним, на перетині покладений вузький теракотовий пояс з грецьким орнаментом золотого кольору — меандром. У верхній частині — срібний лелека, що летить вправо (Мангуш в перекладі з грецької — «білий птах», тому герб є промовистим), у нижній — золоті колоски, покладені навхрест, супроводжувані у вершині золотими цифрами «1778» — дата заснування поселення.